# Caracarà austral
El caracarà austral
(Phalcoboenus australis) és una espècie d'ocell de la família dels falcònids (Falconidae) que habita petites illes properes a Terra del Foc i les Malvines. El seu estat de conservació es considera gairebé amenaçat.